# Euploea swainsonii
Euploea swainsonii är en fjärilsart som beskrevs av Butler 1866. Euploea swainsonii ingår i släktet Euploea och familjen praktfjärilar. Inga underarter finns listade i Catalogue of Life.